# Изобильный (Краснодарский край)
Изоби́льный — посёлок в Ленинградском районе Краснодарского края Российской Федерации.
Входит в состав Новоуманского сельского поселения.

## Население
| 2002 | 2010 |
| ---- | ---- |
| 121  | ↘76  |

## Улицы
В посёлке имеется одна улица — Южная.